# Storia dell'architettura

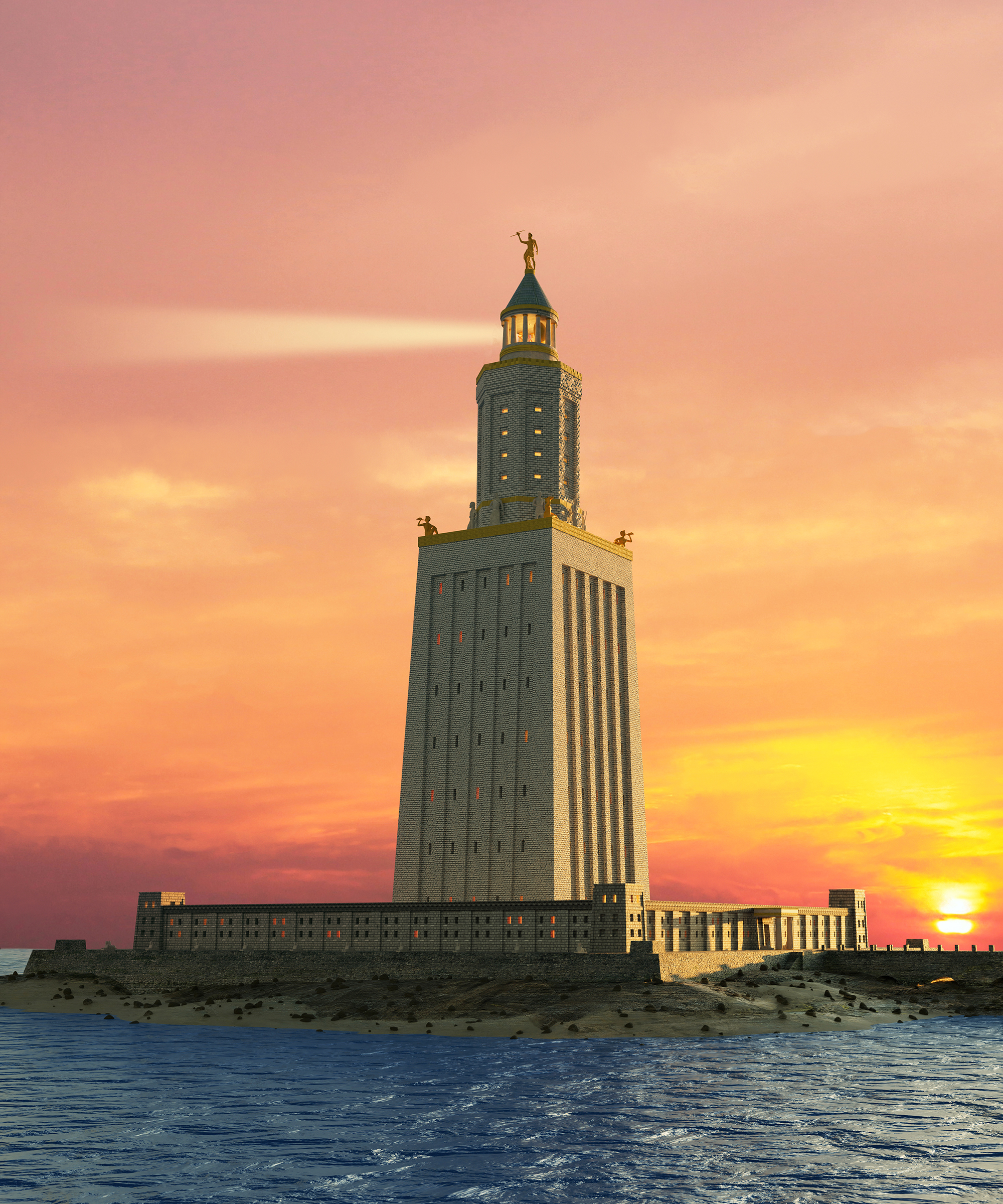
Ricostruzione del Faro di Alessandria.

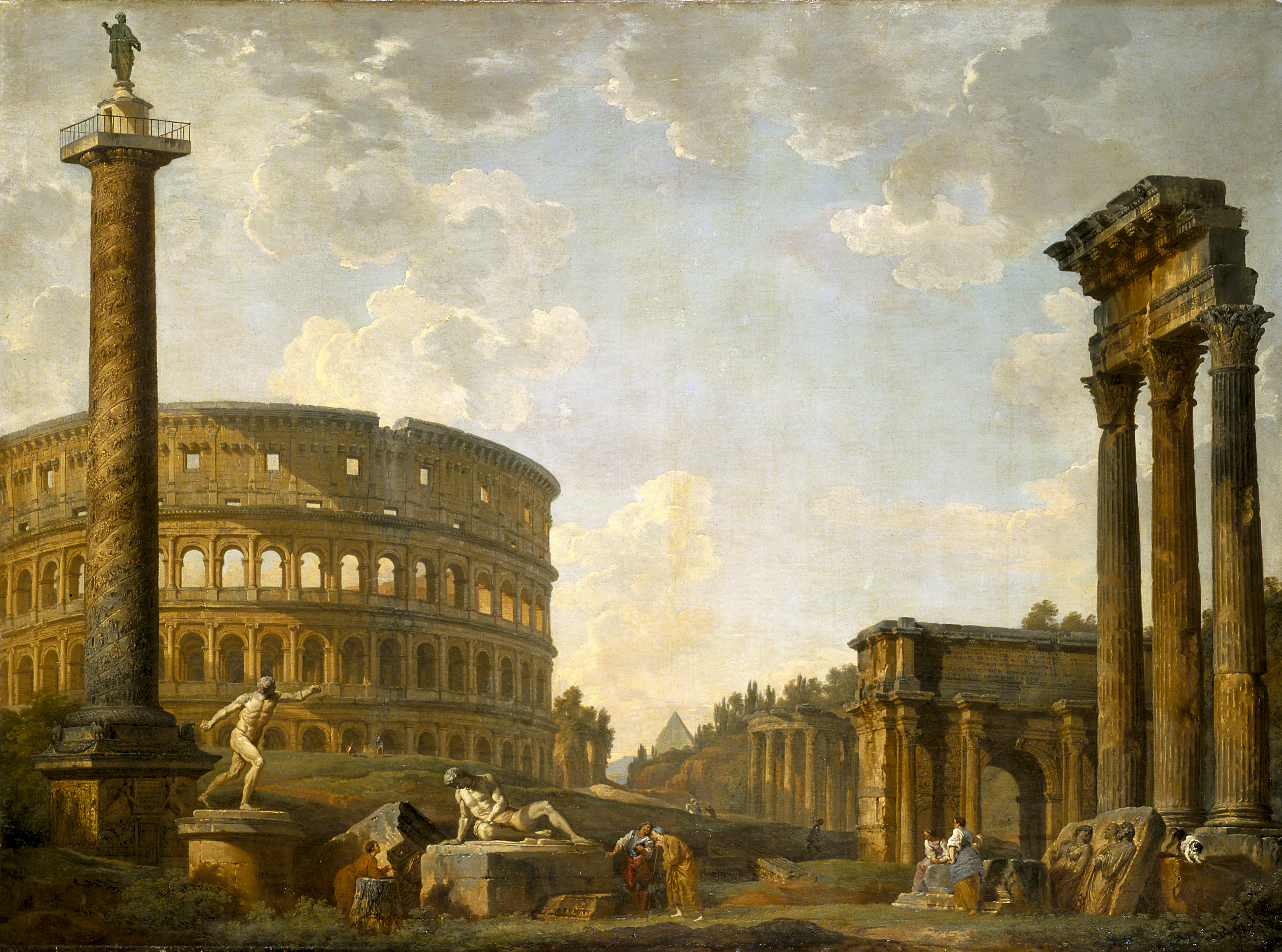
Un capriccio di Giovanni Paolo Pannini che ritrare le rovine di Roma.

La storia dell'architettura studia il succedersi delle vicende che hanno caratterizzato la progettazione architettonica dalla nascita dell'umanità ai giorni nostri. Le opere architettoniche possono essere studiate sia con approccio diacronico, analizzando gli stili succedutisi nei vari periodi storici, o sincronico, studiando le differenze che intercorrono tra le varie aree geografiche nello stesso periodo.

## Descrizione
Per un'opera complessa quale un edificio non bisogna considerare solo le valenze estetiche, ma è fondamentale valutare anche la funzione che tale opera ha avuto nella società che l'ha prodotta e le qualità tecniche che hanno determinato il suo stare in piedi. Quindi molti studiosi di architettura tendono a considerare un edificio come un "organismo" in cui si devono fondere coordinatamente:
1. Struttura (elementi strutturali legati alla stabilità);
2. Funzione (elementi funzionali legati alla funzionalità);
3. Estetica (elementi estetici legati alla bellezza).

Si tratta degli elementi identificati già nel I secolo da Marco Vitruvio Pollione, architetto e ingegnere romano, nel trattato De Architectura.
I primi esempi di "architettura" come sintesi tra stabilità, funzionalità e bellezza non sono quindi da ricercare nell'edilizia di tipo abitativo (in antico dettata solo da basilari esigenze di sussistenza), ma negli edifici collettivi (religiosi o civili) delle prime civiltà, come quella mesopotamica o egizia: in tali opere confluivano infatti tutti gli sforzi di una comunità, compresa l'esigenza di abbellimento quale specchio del proprio prestigio e ricchezza.
Nella realizzazione di un'opera architettonica hanno da sempre concorso sia le richieste della committenza sia l'estro e la fantasia dei progettisti. Siccome ogni edificio ha primariamente uno scopo pratico, il progettista deve collaborare a stretto contatto con le committenze per poter comprendere e tradurre nel progetto le loro necessità. Per questo motivo, al contrario di altre forme artistiche dove l'artefice si è ormai affrancato dalla domanda, la convergenza degli interessi di progettisti e committenti è rimasto un concetto chiave.
Tuttavia la storia dell'architettura non è influenzata solo dalla committenza e dagli architetti, ma principalmente da una vasta serie di fattori esterni:
- fattori sociali, legati alla ricchezza, allo stile di vita e ai rapporti di classe di una certa società;
- fattori intellettuali, legati cioè alla fede, alle aspirazioni e agli ideali di una società;
- fattori tecnici, cioè gli strumenti teorici e tecnologici disponibili in un determinato periodo;
- fattori estetici, l'insieme degli elementi che caratterizzano il gusto di una certa epoca (lo stile).

Inoltre, per agevolare lo studio della storia dell'architettura si possono classificare i vari fenomeni architettonici secondo diversi "caratteri"; queste classificazioni possono essere tra loro combinate in molteplici modi che forniscono diverse prospettive di lettura.
- Caratteri tipologici, es: edifici pubblici o privati, edifici religiosi o civili ecc.
- Caratteri costruttivi, es: sistema architravato (edifici creati con strutture non spingenti, nella fattispecie coperte con travi), sistema archivoltato (edifici con strutture spingenti, nella fattispecie coperte con volte) ecc.
- Caratteri morfologici es: struttura a vista o strutture celate ecc.
- Caratteri storici (la classificazione principalmente usata), es: architettura classica, ellenistica, romanica, gotica ecc.

## Cronologia

### Architettura occidentale
Architettura minoica
È l'architettura sviluppata nell'ambito della civiltà minoica, la civiltà cretese dell'età del bronzo circa 3000-1050 a.C.
Architettura micenea
È l'architettura sviluppata nell'ambito della civiltà micenea, che si sviluppò in Grecia circa 1500-1100 a.C.
Architettura greca
L'architettura greca viene suddivisa, come tutta l'arte greca, convenzionalmente in tre periodi: nel periodo arcaico abbiamo la costituzione degli ordini architettonici e l'erezione dei primi templi. In età classica, corrispondente al V e IV secolo a.C., l'erezione di capolavori come i templi dell'Acropoli di Atene, in età ellenistica la diffusione del linguaggio greco in buona parte del Mar Mediterraneo.
Architettura romana
Rispetto all'architettura greca, di cui rielabora talvolta il linguaggio, l'architettura romana si basa sulla conquista dello spazio interno dando vita a quella che Siegfried Gideon definì la concezione occidentale dello spazio. Le straordinarie realizzazioni di età imperiale furono rese possibili grazie anche all'alto livello tecnologico raggiunto dall'ingegneria romana del tempo.
Architettura paleocristiana
È un'architettura soprattutto ecclesiastica. Rielabora forme romane come la basilica, adattandola al culto cristiano.
Architettura bizantina
L'architettura bizantina è l'architettura che si è sviluppata nell'Impero Romano d'Oriente e nelle regioni sottoposte al suo influsso politico e culturale, come l'esarcato di Ravenna. Dopo la caduta dell'Impero d'Oriente ebbe seguito nelle aree europee e asiatiche di confessione ortodossa, come nell'Impero russo.
Architettura merovingia
Nei territori dei Franchi tra il V e l'VIII secolo.
Architettura carolingia
Nei territori dei Franchi tra l'VIII e l'XI secolo.
Architettura longobarda
Sviluppata in Italia tra VII e VIII secolo nei territori soggetti al Regno longobardo, mescola elementi bizantini e sviluppi originali. Le testimonianze sono scarse, poiché gran parte degli edifici è stata rimaneggiata in epoche successive.
Architettura romanica
L'architettura romanica è l'architettura dell'occidente europeo prevalentemente nei secoli XI e XII. Le maggiori realizzazioni sono edifici religiosi come cattedrali, pievi e abbazie ed edifici civili come castelli e palazzi.
Architettura gotica
Nasce nella metà del XII secolo nell'Ile de France e si diffonde in tutta Europa. È caratterizzata da una innovativa e ardita tecnica costruttiva e dalla ricerca di nuove forme spaziali. Vedi anche tecniche costruttive dell'architettura gotica.
Architettura del Rinascimento
L'architettura del Rinascimento ebbe origine a Firenze, agli inizi del Quattrocento, principalmente grazie all'operato di alcuni artisti e intellettuali fiorentini come Filippo Brunelleschi e Leon Battista Alberti.
L'architettura del Rinascimento è caratterizzata dalla ripresa degli ordini e delle proporzioni dell'architettura del mondo classico, in particolare di quello romano. Importante esponente è Andrea Palladio.
Architettura barocca
L'architettura barocca è quella fase della storia dell'architettura europea che comprende i secoli XVII e XVIII e che, nell'ultima sua fase, prende il nome di rococò. Il termine barocco, originariamente dispregiativo, indicava la mancanza di regolarità e di ordine. L'architettura del barocco, se da un lato mantiene la grammatica compositiva classica, dall'altro ne infrange le regole sintattiche, mettendo al centro l'interpretazione soggettiva e priva di regole dell'artista.
Architettura rococò
Architettura neoclassica
L'architettura del neoclassicismo o neopalladianesimo si sviluppa fra la seconda metà del XVIII secolo e il XIX secolo. I teorici di questo periodo sostengono la necessità che l'architettura sia derivata da basi razionali, rispecchiate negli ordini classici, e che si eviti la licenza e il "cattivo gusto" che avrebbe, a parer loro, caratterizzato l'architettura del XVII secolo e del rococò.
Architettura revivalista
L'architettura della seconda metà dell'Ottocento è caratterizzata dallo storicismo e dall'eclettismo, in particolare dalla ripresa dell'architettura neogotica e in seguito anche di altri "stili", come il neogreco, il neoromanico o il neobarocco.
Architettura art nouveau
Architettura del Movimento Moderno
L'architettura moderna è caratterizzata da una molteplicità di tendenze. Per Movimento Moderno si intende in particolare l'architettura razionalista che si è sviluppata a partire dagli anni trenta del XX secolo, in particolare attorno alle figure di Walter Gropius, Mies van der Rohe Le Corbusier. Altro importante maestro è Frank Lloyd Wright con la sua architettura organica.
- Architettura contemporanea

Dopo la seconda guerra mondiale l'architettura ha preso strade divergenti, caratterizzate tuttavia dall'uso massiccio di nuovi materiali e dall'attenzione all'impatto urbano e ambientale. Alcuni esempi di correnti dell'architettura contemporanea sono: il neorealismo architettonico, il brutalismo, l'architettura postmoderna, l'architettura high-tech e il decostruttivismo.

### Architettura non occidentale
- Architettura mesopotamica
- Architettura egizia
- Architettura assira
- Architettura ittita
- Architettura islamica
- Architettura ottomana
- Architettura moresca
- Architettura persiana
- Architettura indiana
- Architettura della Cambogia
- Architettura cinese
- Architettura giapponese
- Architettura della Mongolia
- Architettura africana
- Architettura mesoamericana
- Architettura maya
- Architettura azteca
- Architettura inca